# Rhysodesmus
Rhysodesmus är ett släkte av mångfotingar. Rhysodesmus ingår i familjen Xystodesmidae.

## Dottertaxa tillRhysodesmus, i alfabetisk ordning[1]
- Rhysodesmus acolhuus
- Rhysodesmus alpuyecus
- Rhysodesmus angelus
- Rhysodesmus angustus
- Rhysodesmus arcuatus
- Rhysodesmus attemsi
- Rhysodesmus bolivari
- Rhysodesmus byersi
- Rhysodesmus championi
- Rhysodesmus chisosi
- Rhysodesmus consobrinus
- Rhysodesmus constrictus
- Rhysodesmus coriaceus
- Rhysodesmus cuernavacae
- Rhysodesmus cumbres
- Rhysodesmus dampfi
- Rhysodesmus dasypus
- Rhysodesmus depressus
- Rhysodesmus elestribus
- Rhysodesmus esperanzae
- Rhysodesmus eunis
- Rhysodesmus eusculptus
- Rhysodesmus flavocinctus
- Rhysodesmus fraternus
- Rhysodesmus frionus
- Rhysodesmus garcianus
- Rhysodesmus godmani
- Rhysodesmus guardanus
- Rhysodesmus hamatilis
- Rhysodesmus intermedius
- Rhysodesmus inustus
- Rhysodesmus jugosus
- Rhysodesmus knighti
- Rhysodesmus latus
- Rhysodesmus leonensis
- Rhysodesmus malinche
- Rhysodesmus marcosus
- Rhysodesmus mayanus
- Rhysodesmus minor
- Rhysodesmus montezumae
- Rhysodesmus morelus
- Rhysodesmus murallensis
- Rhysodesmus mystecus
- Rhysodesmus nahuus
- Rhysodesmus notostictus
- Rhysodesmus obliquus
- Rhysodesmus otomitus
- Rhysodesmus perotenus
- Rhysodesmus potosianus
- Rhysodesmus punctatus
- Rhysodesmus pusillus
- Rhysodesmus restans
- Rhysodesmus rubrimarginis
- Rhysodesmus sandersi
- Rhysodesmus semicirculatus
- Rhysodesmus semiovatus
- Rhysodesmus seriatus
- Rhysodesmus simplex
- Rhysodesmus smithi
- Rhysodesmus stolli
- Rhysodesmus tabascensis
- Rhysodesmus tacubayae
- Rhysodesmus tepanecus
- Rhysodesmus tepoztlanus
- Rhysodesmus texicolens
- Rhysodesmus toltecus
- Rhysodesmus totonacus
- Rhysodesmus vicinus
- Rhysodesmus violaceus
- Rhysodesmus zapotecus
- Rhysodesmus zendalus